# أمستراد سي بي سي
أمستراد س ب س (Amstrad CPC)هو حاسوب شخصي يعتمد على معالج 8 بت. تم إنتاجه من طرف شركة أمستراد(AMSTRAD)في الثمانيات وأوائل التسعينيات.
«س ب س CPC» هو اختصار Colour Personal Computer، حيث كان يمكن شراء حاسوب بمرقاب أحادي اللون أو مرقاب ملون.
النسخة الأولى AMSTRAD CPC 464 تم تسويقها سنة 1984 لتكون منافس مباشر للحاسوب كومودور 64 وسبكتروم ز إكس.
ثم تلته النسخة الملونة AMSTRAD CPC 6128 الذي جاء بذاكرة 128 Ko.
لقي نجاحا محدود في العالم العربي أمام منافسة صخر النسخة المعربة للأجهزة المتوافقة مع MSX.

## مصدر
راجع الموقع العربي الوحيد على الواب : مدونة أمستراد س ب س العربي Amstrad CPC Arabic blog.
مدونة أمستراد س ب س العربي

## وصلات خارجية
- CPC-Wiki (CPC specific Wiki containing further information)
- Unofficial Amstrad WWW Resource
- Amstrad systems على مشروع الدليل المفتوح